# 24 Batalion Straży Granicznej
24 Batalion Straży Granicznej – jednostka organizacyjna Straży Granicznej w II Rzeczypospolitej.

## Formowanie i zmiany organizacyjne
Wykonując postanowienia uchwały Rady Ministrów z 23 maja 1922 roku, Minister Spraw Wewnętrznych rozkazem z 9 listopada 1922 roku zmienił nazwę „Bataliony Celne” na „Straż Graniczną”. Wprowadził jednocześnie w formacji nową organizację wewnętrzną. 24 batalion celny przemianowany został na 24 batalion Straży Granicznej.
24 batalion Straży Granicznej funkcjonował w strukturze Komendy Powiatowej Straży Granicznej w Sarnach, a jego dowództwo stacjonowało w Rokitnie. W skład batalionu wchodziły cztery kompanie strzeleckie oraz jedna kompania karabinów maszynowych w liczbie 3 plutonów po 2 karabiny maszynowe na pluton. Dowódca batalionu posiadał uprawnienia dyscyplinarne dowódcy pułku. Cały skład osobowy batalionu obejmował etatowo 614 żołnierzy, w tym 14 oficerów.
W 1923 roku batalion przekazał swój odcinek oddziałom Policji Państwowej i został rozwiązany.

## Służba graniczna
Zgodnie z wnioskiem Wojewody Wołyńskiego, główny komendant SG płk Rożan nakazał dowódcy 36 batalionu SG obsadzić odcinek granicy państwowej od granicy województwa poleskiego do m. Kobyle włącznie. 
Komendant wojewódzki SG sprecyzował zadanie i nakazał dowódcy 36 baonu SG przyjąć od 24 baonu SG odcinek pasa granicznego długości 820 m na drodze Siwki-Woniacze.
Na podstawie rozkazu Komendy Wojewódzkiej SG w Łachwie, 15 kwietnia 1923 19 batalion SG przekazał 24 baonowi SG odcinek graniczny od m. Chutor Abatirz – nr słupa 47, do rejonu placówki Muśnia – nr słupa 84. Przekazaniu podlegały placówki w Lisiczynie, Kupielu i Budkach Sobieczyńskich.
W rejon odpowiedzialności batalionu, w październiku 1922, przeniesiono dowództwo plutonu żandarmerii kordonowej nr VIII.

## Komendanci batalionu
- mjr Stanisław Bebenkowski (IX 1922[12] – VII 1923)

## Struktura organizacyjna
| Ordre de Bataille 24 batalionu SG w Rokitnie wiosną 1923 roku | Ordre de Bataille 24 batalionu SG w Rokitnie wiosną 1923 roku | Ordre de Bataille 24 batalionu SG w Rokitnie wiosną 1923 roku | Ordre de Bataille 24 batalionu SG w Rokitnie wiosną 1923 roku | Ordre de Bataille 24 batalionu SG w Rokitnie wiosną 1923 roku |
| kompanie                                                      | 1. Białowiż                                                   | 2. Derć                                                       | 3. Snowidowicze                                               | 4. Netreba                                                    |
| ------------------------------------------------------------- | ------------------------------------------------------------- | ------------------------------------------------------------- | ------------------------------------------------------------- | ------------------------------------------------------------- |
| dowódcy                                                       | kpt. Stanisław Suchocki                                       | kpt. Leon Radziwiński                                         | por. Piotr Żuławski                                           | por. Adam Krzywicki                                           |
| placówki                                                      | Muszynia                                                      |                                                               | Srebranka                                                     | ch. Stefana                                                   |
| placówki                                                      | Nr 2 Zalechowo                                                | Dobryl                                                        | chutor Huś                                                    | ch. Kryżowa                                                   |
| placówki                                                      | Nr 3 Białowiż                                                 | Ostrówek                                                      | chutor Dubno                                                  | u Pieca                                                       |
| placówki                                                      | Lisiczyn                                                      | Dobry Ostrówek                                                | Budki Snowidowickie                                           | Krzemieniec                                                   |
| placówki                                                      | Kupiel                                                        | Jamcowa Niwa                                                  | Os                                                            | u Kamienia                                                    |
|                                                               | Budki Sobieczyńskie                                           |                                                               |                                                               |                                                               |